# Het echte leven (film)
Het echte leven is een Nederlandse dramafilm uit 2008 onder regie van Robert Jan Westdijk. De film werd genomineerd voor vijf Gouden Kalveren, waarvan het twee exemplaren - Beste cinematografie en Beste montage -  in de wacht wist te slepen. De film was de openingsfilm op het Nederlands Film Festival 2008 in Utrecht.
Tijdens de film lopen de realiteit (van de personages) en scènes uit een film-in-de-film (waarin de personages spelen) voortdurend door elkaar.

## Verhaal
Martin Zomer (Ramsey Nasr) is een beginnend regisseur die een zo natuurgetrouw mogelijke film, getiteld "Het echte leven", wil maken waarin hij samen met zijn vriendin Simone van Zanten (Sallie Harmsen) de hoofdrol speelt. In de film speelt Martin de rol van Milan, die zijn vriendin Simone – tevens vertolkt door Simone – verlaat om haar aan een test te onderwerpen en te zien hoe echt haar liefde voor hem is. Milan laat een brief voor Simone achter waarin staat dat hij pas terugkomt wanneer zij een liefdesrelatie heeft opgebouwd met een andere man. Als Simone bij zijn terugkomst opnieuw voor hem kiest, zal Martin haar liefde voor hem als werkelijk beschouwen.
De rol van Simones nieuwe relatie wordt aanvankelijk toegewezen aan Fjodor (Oren Schrijver), maar de acteur negeert voortdurend de aanwijzingen die Martin hem oplegt en wordt door de regisseur uit het filmproject geworpen. Dirk Delgado (Loek Peters) heeft zojuist zijn vrouw Angelique (Anne-Marie Jung) in bed betrapt met haar minnaar Jules (Poal Cairo) en daalt geleidelijk af in een emotionele vallei waarin hij vreest voor het verlies van zijn geliefde kinderen Charity (Lesley Sleur) en Lafurtery (Maura Veneman). Martin laat Dirk de rol van Dirk, Simones filmvriend, spelen, maar de plotseling tot acteur benoemde kaalkop raakt vrijwel direct bijzonder onder de indruk van zijn blonde tegenspeelster. Niet alleen voor de camera, maar ook buiten de opnames worden de heerlijke Simone en de verlegen Dirk steeds aanhankelijker, maar waar zijn immer groeiende verliefdheid oprecht lijkt, geeft zij hem slechts het idee van verliefdheid om hem uit de kast te lokken in een poging zijn emoties voor de film naar boven te brengen.
Martin wordt steeds onverbiddelijker in het produceren van zijn film en schoffeert regelmatig zijn ploeg, onder wie blonde "serveerster" Loes (Loes Haverkort), zwarte losbol Luc (Mike Libanon), zwarte assistente Tjaltje (Zoe Stork) en "restaurantchef" Arif (Ergun Simsek). Simone wil weliswaar bij Martin blijven, maar ontwikkelt steeds meer genegenheid voor Dirk. De radeloze regisseur verliest de regie wanneer zijn hoofdrolspelers lucht krijgen van zijn slinkse regiemethode: het confronteren van zijn acteurs met een scène op momenten dat ze niet beseffen dat de camera's draaien om natuurlijke reacties uit het echte leven op te roepen. Martin, Simone en Dirk voelen zich steeds verwarder over welke plotlijnen tot de film en welke plotlijnen tot de werkelijkheid behoren.

## Rolverdeling
- Ramsey Nasr - Martin Zomer / Milan
- Sallie Harmsen - Simone van Zanten / Simone
- Loek Peters - Dirk Delgado / Dirk
- Oren Schrijver - Fjodor
- Loes Haverkort - Loes
- Mike Libanon - Luc
- Zoe Stork - Tjaltje
- Ergun Simsek - Arif
- Anne-Marie Jung - Angelique
- Poal Cairo - Jules
- Lesley Sleur - Charity
- Maura Veneman - Lafurtery